# Reinoud III van Bourgondië
Reinoud III van Bourgondië ook bekend als Reginald III van Bourgondië (circa 1093 - 1148) was van 1127 tot 1148 graaf van Bourgondië en van 1102 tot 1127 graaf van Mâcon. Hij behoorde tot het huis Ivrea.

## Levensloop
Reinoud was de oudste zoon van graaf Stefanus I van Bourgondië en Beatrix van Lotharingen (1070-1116), dochter van hertog Gerard van Lotharingen. Na de dood van zijn vader in 1102 werd hij graaf van Mâcon.
In 1127 bemachtigde hij het vrijgraafschap Bourgondië na de dood van zijn achterneef Willem III. Tijdens zijn heerschappij verklaarde hij het vrijgraafschap Bourgondië onafhankelijk van het Heilige Roomse Rijk, dat onder leiding stond van keizer Lotharius III. Diens opvolger Koenraad III versloeg Reinoud III echter, waarna hij verplicht werd om de regio Franche-Comté af te staan. 
In 1148 reisde Reinoud III naar Frankrijk toen hij ernstig ziek werd. Hij stierf zo snel dat hij niet eens een regent kon aanduiden voor zijn minderjarige dochter Beatrix I, die hem opvolgde als gravin van Bourgondië.

## Huwelijk en nakomelingen
Rond het jaar 1130 huwde Reinoud met Agatha van Lotharingen (1120-1147), dochter van hertog Simon I van Lotharingen. Ze kregen een dochter: 
- Beatrix I (1145-1184), gravin van Bourgondië, huwde in 1156 met keizer Frederik I Barbarossa van het Heilige Roomse Rijk.

## Voorouders
| Voorouders van Reinoud III van Bourgondië (1093-1148) | Voorouders van Reinoud III van Bourgondië (1093-1148)                    | Voorouders van Reinoud III van Bourgondië (1093-1148)                    | Voorouders van Reinoud III van Bourgondië (1093-1148)                   | Voorouders van Reinoud III van Bourgondië (1093-1148)                   | Voorouders van Reinoud III van Bourgondië (1093-1148)                   | Voorouders van Reinoud III van Bourgondië (1093-1148)                   | Voorouders van Reinoud III van Bourgondië (1093-1148)                   | Voorouders van Reinoud III van Bourgondië (1093-1148)                   |
| ----------------------------------------------------- | ------------------------------------------------------------------------ | ------------------------------------------------------------------------ | ----------------------------------------------------------------------- | ----------------------------------------------------------------------- | ----------------------------------------------------------------------- | ----------------------------------------------------------------------- | ----------------------------------------------------------------------- | ----------------------------------------------------------------------- |
| Overgrootouders                                       | Reinoud I van Bourgondië (986-1057) ∞ Adelheid van Normandië (1005-1038) | Reinoud I van Bourgondië (986-1057) ∞ Adelheid van Normandië (1005-1038) | ? (-) ∞ ? (-)                                                           | ? (-) ∞ ? (-)                                                           | Robrecht I van Namen (925-981) ∞ ? (–)                                  | Robrecht I van Namen (925-981) ∞ ? (–)                                  | Karel van Neder-Lotharingen (953-992) ∞ Adelheid (-)                    | Karel van Neder-Lotharingen (953-992) ∞ Adelheid (-)                    |
| Grootouders                                           | Willem I van Bourgondië (986-1057) ∞ Stephania van Longwy-Metz (-)       | Willem I van Bourgondië (986-1057) ∞ Stephania van Longwy-Metz (-)       | Willem I van Bourgondië (986-1057) ∞ Stephania van Longwy-Metz (-)      | Willem I van Bourgondië (986-1057) ∞ Stephania van Longwy-Metz (-)      | Gerard van Lotharingen (1030-1070) ∞ Hedwig Van Namen (?-?)             | Gerard van Lotharingen (1030-1070) ∞ Hedwig Van Namen (?-?)             | Gerard van Lotharingen (1030-1070) ∞ Hedwig Van Namen (?-?)             | Gerard van Lotharingen (1030-1070) ∞ Hedwig Van Namen (?-?)             |
| Ouders                                                | Stefanus I van Bourgondië (1065-1102) ∞ Beatrix van Lotharingen (-1117)  | Stefanus I van Bourgondië (1065-1102) ∞ Beatrix van Lotharingen (-1117)  | Stefanus I van Bourgondië (1065-1102) ∞ Beatrix van Lotharingen (-1117) | Stefanus I van Bourgondië (1065-1102) ∞ Beatrix van Lotharingen (-1117) | Stefanus I van Bourgondië (1065-1102) ∞ Beatrix van Lotharingen (-1117) | Stefanus I van Bourgondië (1065-1102) ∞ Beatrix van Lotharingen (-1117) | Stefanus I van Bourgondië (1065-1102) ∞ Beatrix van Lotharingen (-1117) | Stefanus I van Bourgondië (1065-1102) ∞ Beatrix van Lotharingen (-1117) |